# 완비 거리 공간
기하학에서 완비 거리 공간(完備距離空間, 영어: complete metric space)은 그 안이나 경계에 "빠진 점"이 없는 거리 공간이다. 완비 거리 공간의 정의는 코시 열(Cauchy列, 영어: Cauchy sequence)이라는 개념을 사용한다. 코시 열은 점들 사이의 거리가 서로 점점 가까워지는 수열이다. 즉, 코시 열에서는 충분한 수의 처음 유한 개의 점들을 제외하면, 남은 점들 사이의 거리가 임의로 작아진다. 완비 거리 공간은 이렇게 "수렴하는 것처럼 보이는" 점렬들이 모두 실제로 수렴하는 점을 갖는 거리 공간이다. 완비 균등 공간의 특수한 경우이다.

## 정의

### 코시 열

코시 열의 예. 코시 열에서는 점 사이의 거리가 0으로 수렴한다.

코시 열이 아닌 수열

거리 공간 {\displaystyle (X,d)} 위의 수열 {\displaystyle (x_{i})_{i=0}^{\infty }}이 있다고 하자. 만약 임의의 양의 실수 {\displaystyle \epsilon >0}에 대하여, 다음 조건을 만족시키는 자연수 {\displaystyle N(\epsilon )\in \mathbb {N} }가 존재한다고 하자.
{\displaystyle d(x_{i},x_{j})<\epsilon \qquad \forall i,j\geq N(\epsilon )}
그렇다면 수열 {\displaystyle (x_{i})_{i=0}^{\infty }}를 코시 열이라고 한다. 임의의 거리 공간 속에서, 모든 수렴하는 수열은 코시 열을 이루며, 모든 코시 열은 유계 집합을 이룬다. 즉, 다음과 같은 포함 관계가 성립한다.
상수 점렬 ⊆ 수렴 점렬  ⊆ 코시 점렬  ⊆ 유계 점렬

### 확대 상수
거리 공간 {\displaystyle (X,d)} 및 실수 {\displaystyle \mu \in [0,\infty )}에 대하여, 다음 조건이 성립하는지 여부를 물을 수 있다.
- 임의의 점들의 집합 {\displaystyle (x_{i})_{i\in I}} 및 반지름들의 집합 {\displaystyle (r_{i})_{i\in I}}에 대하여, 만약 {\displaystyle \forall i,j\in I\colon {\bar {B}}(x_{i},r_{i})\cap {\bar {B}}(x_{j},r_{j})\neq \varnothing }이라면, {\displaystyle \textstyle \bigcap _{i\in I}{\bar {B}}(x_{i},\mu r_{i})\neq \varnothing }이다.

거리 공간 {\displaystyle (X,d)}의 확대 상수(擴大常數, 영어: expansion constant)
{\displaystyle E(X)\in [0,\infty ]}
는 위 조건을 만족시키는 모든 실수 {\displaystyle \mu }들의 하한이다.
임의의 거리 공간에 대하여, {\displaystyle E(X)\in \{\infty \}\cup [0,2]}이다.:194, 198

### 카리스티 사상과 칸난 사상
거리 공간 {\displaystyle (X,d)} 위의 카리스티 사상(영어: Caristi map)은 다음 조건을 만족시키는 하반연속 함수 {\displaystyle \phi \colon X\to [0,\infty )}가 존재하는 함수 {\displaystyle f\colon X\to X}이다.
{\displaystyle d(x,f(x))\leq \phi (x)-\phi (f(x))\qquad \forall x\in X}
거리 공간 {\displaystyle (X,d)} 위의 칸난 사상(영어: Kannan map)은 다음 조건을 만족시키는 {\displaystyle C\in [0,1/2)}가 존재하는 함수 함수 {\displaystyle f\colon X\to X}이다.
{\displaystyle d(f(x),f(y))\leq C(d(x,f(x))+d(y,f(y)))\qquad \forall x,y\in X}
모든 칸난 사상은 카리스티 사상이다.

### 완비 거리 공간
거리 공간 {\displaystyle (X,d)}에 대하여 다음 조건들이 서로 동치이며, 이를 만족시키는 거리 공간을 완비 거리 공간이라고 한다.
- 모든 코시 점렬이 수렴한다.
- 확대 상수가 유한하다.[1]:194, 198
- 확대 상수가 2 이하이다.[1]:194, 198
- 임의의 닫힌 공들의 감소열 {\displaystyle X\supseteq {\bar {B}}(x_{0},r_{0})\supseteq {\bar {B}}(x_{1},r_{1})\supseteq \cdots }이 주어졌고, 그 반지름들이 0으로 수렴하며 ({\displaystyle \textstyle \lim _{i\to \infty }r_{i}=0}), 모두 공집합이 아니라고 하자 ({\displaystyle r_{i}>0\;\forall i\in \mathbb {N} }). 그렇다면 이들의 교집합은 공집합이 아니다 ({\displaystyle \textstyle \bigcap _{i=0}^{\infty }{\bar {B}}(x_{i},r_{i})\neq \varnothing }).
- 임의의 닫힌집합들의 감소열 {\displaystyle X\supseteq C_{0}\supseteq C_{1}\supseteq C_{2}\cdots }이 주어졌고, 그 지름들이 0으로 수렴하며 ({\displaystyle \textstyle \lim _{i\to \infty }\operatorname {diam} C_{i}=0}), 모두 공집합이 아니라고 하자 ({\displaystyle C_{i}\neq \varnothing \;\forall i\in \mathbb {N} }). 그렇다면 이들의 교집합은 공집합이 아니다 ({\displaystyle \textstyle \bigcap _{i=0}^{\infty }C_{i}\neq \varnothing }).
- (카리스티 고정점 정리, 영어: Caristi fixed-point theorem) 모든 카리스티 사상은 고정점을 갖는다.
- (칸난 고정점 정리, 영어: Kannan fixed-point theorem) 모든 칸난 사상은 고정점을 갖는다.

## 성질
완비 거리 공간 속의 닫힌집합은 완비 거리 공간을 이룬다. 반대로, 거리 공간의 부분 집합이 완비 거리 공간을 이룬다면, 이는 닫힌집합이다.

### 완비화
거리 공간 {\displaystyle (X,d)}의 완비화(完備化, 영어: completion)는 다음과 같다. {\displaystyle X}의 모든 코시 점렬의 집합 {\displaystyle \operatorname {Cauchy} (X)}에 다음과 같은 유사 거리 함수를 주자.
{\displaystyle d((x_{i})_{i\in \mathbb {N} },(y_{i})_{i\in \mathbb {N} })=\lim _{i\to \infty }d(x_{i},y_{i})}
코시 점렬의 정의에 따라 이 극한은 항상 존재한다. 이를 부여하면, {\displaystyle \operatorname {Cauchy} (X)}는 유사 거리 공간을 이루지만, 거리가 0인 서로 다른 코시 점렬이 존재하므로 거리 공간이 아니다. 이 경우, 거리가 0인 코시 점렬들을 서로 동치로 간주하는 동치 관계를 정의하자.
{\displaystyle (x_{i})_{i\in \mathbb {N} }\sim (y_{i})_{i\in \mathbb {N} }\iff \lim _{i\to \infty }d(x_{i},y_{i})=0}
즉, 무한히 가까워지는 두 코시 점렬들을 같은 동치류에 넣는다. 이렇게 하면, 몫집합 {\displaystyle \operatorname {Cauchy} (X)/{\sim }} 위에 거리가 유일하게 정의되며, 이는 거리 공간을 이루며 또한 완비 거리 공간이 된다. 이를 {\displaystyle X}의 완비화 {\displaystyle {\bar {X}}}라고 한다.
거리 공간 {\displaystyle X}에서 그 완비화 {\displaystyle {\bar {X}}}로 가는 표준적인 함수
{\displaystyle X\hookrightarrow {\bar {X}}}
{\displaystyle x\mapsto [(x,x,x,\ldots )]_{\sim }}
가 존재한다. 이 함수는 {\displaystyle X}의 각 점을 (자명하게 코시 점렬을 이루는) 상수 점렬의 동치류로 대응시킨다. 이는 단사 등거리변환이며, 만약 {\displaystyle X}가 완비 거리 공간이라면 이는 거리 공간의 동형이다. {\displaystyle X}는 {\displaystyle {\bar {X}}}의 부분 집합으로서, 조밀 집합이다.
증명 ({\displaystyle X}의 조밀성):
임의의 {\displaystyle [(x_{i})_{i\in \mathbb {N} }]_{\sim }\in {\bar {X}}}에 대하여, 점렬
{\displaystyle ([(x_{i},x_{i},x_{i},\ldots )]_{\sim })_{i\in \mathbb {N} }}
은 {\displaystyle (x_{i})_{i\in \mathbb {N} }}으로 수렴한다.
증명 ({\displaystyle {\bar {X}}}의 완비성):
임의의 코시 점렬 {\displaystyle ([(x_{i,j})_{j\in \mathbb {N} }]_{\sim })_{i\in \mathbb {N} }\subseteq {\bar {X}}}가 주어졌다고 하자. 그렇다면, 각 {\displaystyle i\in \mathbb {N} }에 대하여,
{\displaystyle d([(x_{i,j})_{j\in \mathbb {N} }]_{\sim },[(y_{i},y_{i},y_{i},\ldots )]_{\sim })<1/i}
인 {\displaystyle y_{i}\in X}가 존재한다. 이 경우, {\displaystyle (y_{i})_{i\in \mathbb {N} }\subseteq X}는 코시 점렬이며, 점렬
{\displaystyle ([(y_{i},y_{i},y_{i},\ldots )]_{\sim })_{i\in \mathbb {N} }}
은 {\displaystyle [(y_{i})_{i\in \mathbb {N} }]_{\sim }\in {\bar {X}}}으로 수렴한다. 즉, {\displaystyle ([(x_{i,j})_{j\in \mathbb {N} }]_{\sim })_{i\in \mathbb {N} }}은 {\displaystyle [(y_{i})_{i\in \mathbb {N} }]_{\sim }}으로 수렴한다.

### 하이네-보렐 정리
모든 콤팩트 거리 공간은 완비 거리 공간이다. 사실, 하이네-보렐 정리에 따르면, 거리 공간에 대하여, 콤팩트 공간인 것은 완비 완전 유계 공간인 것과 동치이다.

### 베르 범주 정리
베르 범주 정리에 따르면, 모든 완비 거리 공간은 베르 공간이다.

### 바나흐 고정점 정리
바나흐 고정점 정리에 따르면, 완비 거리 공간 {\displaystyle X} 위의 축약 사상 {\displaystyle f\colon X\to X}은 유일한 고정점을 갖는다. 모든 축약 사상은 카리스티 사상이므로, 이는 카리스티 고정점 정리의 특수한 경우이다. 하지만 바나흐 고정점 정리는 완비 거리 공간의 정의로 삼을 수 없다.

## 예

### 실직선 속의 코시 수열
유리수 전체의 집합 {\displaystyle \mathbb {Q} }와 실수 전체의 집합 {\displaystyle \mathbb {R} }에 절댓값으로 정의되는 일반적인 거리 함수 {\displaystyle d}로 정의된 거리 공간 {\displaystyle (\mathbb {Q} ,d)}, {\displaystyle (\mathbb {R} ,d)}가 있을 때, 수열 {\displaystyle \{1/n\}_{n\in \mathbf {N} }}은 코시 수열이다. {\displaystyle \mathbb {R} }, {\displaystyle \mathbb {Q} } 모두에서 수렴하며, 수렴하는 값은 0이다.
유리수의 거리 공간 {\displaystyle (\mathbb {Q} ,|\cdot |)}는 완비 거리 공간이 아닌데, 이는 그 안에서 무리수인 {\displaystyle {\sqrt {2}}}로 가까워지는 코시 수열을 만들 수 있기 때문이다. 구체적으로, {\displaystyle x_{n}=\lfloor n{\sqrt {2}}\rfloor /n} 로 정의된 수열 {\displaystyle \{x_{n}\}_{n\in \mathbb {N} }}은 코시 수열이다. {\displaystyle \mathbb {R} }에서는 {\displaystyle {\sqrt {2}}}로 수렴하지만, {\displaystyle {\sqrt {2}}}는 유리수가 아니므로 {\displaystyle \mathbb {Q} }에서는 수렴하지 않는다. 유리수 공간의 완비화는 실수의 거리 공간 {\displaystyle (\mathbb {R} ,|\cdot |)}이다.

### 이산 공간
이산 공간 {\displaystyle X} 위에 이산 거리 함수
{\displaystyle d(x,y)={\begin{cases}1&x\neq y\\0&x=y\end{cases}}}
를 준다면, 그 속의 점렬 {\displaystyle (x_{i})_{i=0}^{\infty }}에 대하여 다음 세 조건이 서로 동치이다.
- 결국 상수 점렬이다. 즉, {\displaystyle x_{N}=x_{N+1}=x_{N+2}=\cdots }가 되는 자연수 {\displaystyle N\in \mathbb {N} }이 존재한다.
- 수렴 점렬이다.
- 코시 점렬이다.

따라서 이산 공간은 완비 거리 공간을 이룬다.

### 완비 공간 값의 유계 함수
임의의 집합 {\displaystyle S} 및 완비 거리 공간 {\displaystyle (X,d)}에 대하여, {\displaystyle {\mathcal {B}}(S,X)}가 유계 함수 {\displaystyle S\to X}들의 집합이라고 하자. 이 위에 다음과 같은 상한 거리 함수를 주자.
{\displaystyle d(f,g)=\sup _{s\in S}d\left(f(s),g(s)\right)\qquad (f,g\in {\mathcal {B}}(S,X))}
그렇다면 {\displaystyle {\mathcal {B}}(S,X)}는 완비 거리 공간을 이룬다.
증명:
임의의 코시 점렬 {\displaystyle (f_{i})_{i=0}^{\infty }\subseteq {\mathcal {B}}(S,X)}이 수렴함을 보이는 것으로 충분하다. 각 {\displaystyle s\in S}에 대하여, {\displaystyle (f_{i}(s))_{i=0}^{\infty }}는 {\displaystyle X} 위의 코시 점렬이므로 어떤 {\displaystyle f(s)\in X}로 수렴하며, 이 경우 {\displaystyle f\colon S\to X}는 유계 함수이다. {\displaystyle (f_{i})_{i=0}^{\infty }}가 {\displaystyle f}로 수렴함은 다음과 같이 보일 수 있다. 임의의 양의 실수 {\displaystyle \epsilon >0}에 대하여, {\displaystyle (f_{i})_{i=0}^{\infty }}가 코시 점렬이므로 다음 조건을 만족시키는 자연수 {\displaystyle N(\epsilon )\in \mathbb {N} }가 존재한다.
{\displaystyle d(f_{i}(s),f_{j}(s))<\epsilon \qquad \forall s\in S,\;i,j\geq N(\epsilon )}
위 조건에서 {\displaystyle j\to \infty }를 취하면
{\displaystyle d(f_{i}(s),f(s))\leq \epsilon \qquad \forall s\in S,\;i\geq N(\epsilon )}
을 얻는다. 즉,
{\displaystyle d(f_{i},f)\leq \epsilon \qquad \forall i\geq N(\epsilon )}
이다.
위상 공간 {\displaystyle S} 및 완비 거리 공간 {\displaystyle (X,d)}에 대하여, {\displaystyle {\mathcal {CB}}(S,X)\subset {\mathcal {B}}(S,X)}가 연속 유계 함수 {\displaystyle S\to X}들의 집합이라고 하자. 이는 상한 거리 함수에 대하여 닫힌집합을 이루며, 따라서 {\displaystyle {\mathcal {CB}}(S,X)} 역시 완비 거리 공간을 이룬다.

### 바나흐 공간
노름 공간 가운데 완비 거리 공간을 이루는 것을 바나흐 공간이라고 한다. 마찬가지로, 내적 공간 가운데 완비 거리 공간을 이루는 것을 힐베르트 공간이라고 한다.

## 역사
역사적으로, 코시 점렬의 개념은 수열의 극한과 급수의 개념을 엄밀하게 정의하려는 시도에서 비롯되었다. 1817년에 베르나르트 볼차노는 중간값 정리에 대한 논문에서 코시 점렬의 개념을 사용하였으나,:§6.4.2, 174–176 서유럽에서 멀리 떨어진 프라하에서 살던 볼차노의 업적은 당시 널리 주목받지 못했다. 이후 오귀스탱 루이 코시가 1921년에 유명한 저서 《에콜 폴리테크니크 해석학 교재》(프랑스어: Cours d'Analyse de l’École Royale Polytechnique)에서 급수의 수렴에 대한 조건을 정의하기 위하여 같은 개념을 사용하였다.:§6.3.4, 167
카리스티 고정점 정리는 제임스 카리스티(영어: James V. Caristi)가 1976년 논문에서 제시하였다. 카리스티는 증명에서 초한 귀납법을 사용하였으며, 이는 선택 공리에 의존한다. 이후 더 약한 조건인 의존적 선택 공리에 의존하는 방법들로 재증명되었다. 로만 만카(폴란드어: Roman Manka)가 1988년 논문에서 어떠한 꼴의 선택 공리도 필요 없는 증명을 제시하였다. 카리스티 고정점 정리의 역은 카리스티의 지도 교수였던 윌리엄 아서 커크(영어: William Arthur Kirk)가 1976년 논문에서 증명하였다.
칸난 고정점 정리는 라빈드란 칸난(타밀어: ரவிந்திரன் கண்ணன், 영어: Ravindran Kannan)이 1968년 논문에서 증명하였다. 수브라마냠(영어: P. V. Subrahmanyam)과 시오지 나오키(영어: Naoki Shioji), 스즈키 도모나리(영어: Tomonari Suzuki), 다카하시 와타루(영어: Wataru Takahashi)가 칸난 고정점 정리의 역을 독자적으로 증명하였다.

## 참고 문헌
1. 1 2 3  Grünbaum, B. (1960). “Some applications of expansion constants”. 《Pacific Journal of Mathematics》 (영어) 10 (1): 193–201. MR 0114162. Zbl 0094.09002.
2. ↑  Bolzano, Bernard (1817). “Rein analytischer Beweis des Lehrsatzes, dass zwischen je zwey Werthen, die ein entgegengesetzes Resultat gewähren, wenigstens eine reele Wurzel der Gleichung liege” (독일어). Wilhelm Engelmann.
3. 1 2  Lützen, Jesper (2003). 〈The foundation of analysis in the 19th century〉.   Hans Niels Jahnke. 《A history of analysis》. History of Mathematics (영어) 24. American Mathematical Society, London Mathematical Society. 155–212쪽. ISBN 978-0-8218-2623-2.
4. ↑  Cauchy, Augustin-Louis (1821). 《Cours d’Analyse de l’Ecole royale polytechnique. 1. Analyse Algébrique》 (프랑스어). L’Imprimerie Royale, Debure frères, Libraires du Roi et de la Bibliothèque du Roi.
5. ↑  Caristi, James (1976). “Fixed point theorems for mappings satisfying inwardness conditions”. 《Transactions of the American Mathematical Society》 (영어) 215: 241–251. doi:10.1090/S0002-9947-1976-0394329-4. ISSN 0002-9947. MR 0394329.
6. ↑  Mańka, Roman (1988). “Some forms of the axiom of choice”. 《Jahrbuch der Kurt-Gödel-Gesellschaft》 (영어) 1: 24–34.
7. ↑  Kirk, William Arthur (1976). “Caristi’s fixed point theorem and metric convexity”. 《Colloquium Mathematicum》 (영어) 36: 81–86. doi:10.1186/s13663-015-0464-5. ISSN 0010-1354.
8. ↑  Kannan, Ravindran (1968). “Some results on fixed points”. 《Bulletin of the Calcutta Mathematical Society》 (영어) 60: 71–76. ISSN 0008-0659. MR 257837.
9. ↑  Subrahmanyam, P. V. (1975). “Completeness and fixed-points”. 《Monatshefte für Mathematik》 (영어) 80: 325–330. doi:10.1007/BF01472580. ISSN 0026-9255.
10. ↑  Shioji, Naoki; Suzuki, Tomonari; Takahashi, Wataru (1998). “Contractive mappings, Kannan mappings and metric completeness”. 《Proceedings of the American Mathematical Society》 (영어) 126: 3117–3124. doi:10.1090/S0002-9939-98-04605-X. ISSN 0002-9939. MR 1469434.

## 같이 보기
- 완비화 (환론)
- 완비 리만 다양체
- 완비 거리화 가능 공간